# Таунсенд, Неджарра
Неджарра Таунсенд (англ. Najarra Townsend; род. 5 декабря 1989, Санта-Барбара, Калифорния, США) — американская актриса, известная прежде всего по ролям в независимых фильмах и хоррорах. Начала актёрскую карьеру ещё в детстве.

## Биография
Родилась в Санта-Барбаре, штат Калифорния. Училась актёрскому мастерству в Musicians Institute в Голливуде.
Начала сниматься ещё в возрасте 10 лет на телевидении. В начале карьеры появлялась в гостевых ролях в эпизодах телесериалов «Детектив Раш, «Биг Тайм Раш», «C.S.I.: Место преступления Нью-Йорк» и «90210: Новое поколение», также снялась в одной из главных ролей в фильме студии The Asylum «Конец света: Сверхновая». В этот же период она снялась в независимых картинах «Я и ты и все, кого мы знаем» Миранды Джулай и «Истина в любви» Стюарта Уэйда.
В 2011 году озвучивала персонажа по имени Семь (англ. Seven) в английской версии игры Final Fantasy Type-0 от компании Square Enix.
В 2013 она сыграла главную роль в фильме ужасов «Инфекция», который принёс ей наибольшую известность. Многие критики положительно отзывались об актёрской игре Таунсенд. Успех фильма обеспечил выпуск в 2015 году сиквела — «Инфекция: Фаза 2», в котором актриса повторила свою роль.
В 2020 году снялась в главной роли в фильме ужасов «Стилистка», в котором сыграла парикмахершу-серийную убийцу по имени Клэр.

## Фильмография
| Год  |     | Русское название                                    | Оригинальное название                         | Роль                          |
| ---- | --- | --------------------------------------------------- | --------------------------------------------- | ----------------------------- |
| 2000 | с   | Л.А. 7                                              | L.A. 7                                        | маленькая девочка             |
| 2005 | ф   | Я и ты и все, кого мы знаем                         | Me and You and Everyone We Know               | Ребекка                       |
| 2007 | кор | Секреты                                             | Secrets                                       | Меган                         |
| 2007 | кор | Семь дней                                           | Seven Days                                    | Эддисен                       |
| 2008 | ф   | Истина в любви                                      | Tru Loved                                     | Тру                           |
| 2009 | ф   | Конец света: Сверхновая                             | 2012: Supernova                               | Тина Кельвин                  |
| 2010 | с   | Детектив Раш                                        | Cold Case                                     | Сьюзи Хилл                    |
| 2011 | с   | Биг Тайм Раш                                        | Big Time Rush                                 | Тия                           |
| 2011 | с   | C.S.I.: Место преступления Нью-Йорк                 | CSI: NY                                       | Патриция Келли                |
| 2011 | с   | 90210: Новое поколение                              | 90210                                         | пьяная девушка                |
| 2012 | ф   | Мастер                                              | The Master                                    | продавщица                    |
| 2012 | ф   | Умопомрачительные фантазии Чарльза Свона — третьего | A Glimpse Inside the Mind of Charles Swan III | медсестра                     |
| 2013 | ф   | Инфекция                                            | Contracted                                    | Саманта Уильямс               |
| 2014 | ф   | Хороший плач, Люсиль                                | Good Mourning, Lucille                        | Люсиль / Рэйчел               |
| 2014 | ф   | Внутри тишины                                       | Of Silence                                    | Эйми                          |
| 2014 | ф   | Игрушечные солдатики                                | The Toy Soldiers                              | Энджел                        |
| 2015 | ф   | Инфекция: Фаза 2                                    | Contracted: Phase II                          | Саманта Уильямс               |
| 2016 | ф   | Мать-волчица                                        | Wolf Mother                                   | Зельда Найджел / Мать-волчица |
| 2017 | с   | Мыслить как преступник                              | Criminal Minds                                | Реджайна Франклин             |
| 2017 | ф   | В центре внимания                                   | Limelight                                     | гардеробщица Эмма             |
| 2017 | ф   | Камень, ножницы, бумага                             | Rock, Paper, Dead                             | Хармони                       |
| 2018 | ф   | Улетный Эдем                                        | Diverted Eden                                 | Зоэ Хантэ                     |
| 2020 | ф   | Стилистка                                           | The Stylist                                   | Клэр                          |